# Acheux-en-Vimeu
Acheux-en-Vimeu település Franciaországban, Somme megyében. Lakosainak száma 498 fő (2022. január 1.). Acheux-en-Vimeu Quesnoy-le-Montant, Aigneville, Chepy, Franleu, Miannay, Tœufles és Tours-en-Vimeu községekkel határos.

## Népesség
A település népességének változása:
| Lakosok száma | 543  | 537  | 527  | 498  | 524  | 533  | 528  | 511  | 502  | 498  |
|               | 1968 | 1982 | 1990 | 2006 | 2011 | 2016 | 2017 | 2019 | 2020 | 2022 |